# Sertula infesta
Sertula infesta là một loài thực vật có hoa trong họ Đậu. Loài này được (Guss.) Kuntze miêu tả khoa học đầu tiên năm 1891.